# أرتور أفيليس جونيور
أرتور أفيليس جونيور (بالإسبانية: Arturo Avilés)‏ هو مدرب كرة قدم ولاعب كرة قدم مكسيكي في مركز الدفاع، ولد في 26 أبريل 1961 في مدينة مكسيكو في المكسيك. لعب مع نادي تيكوس.

## وصلات خارجية
- أرتور أفيليس جونيور على موقع قاعدة بيانات كرة القدم.إي يو (الإنجليزية)
- أرتور أفيليس جونيور على موقع Soccerway.com (الإنجليزية)